# مرکز فضایی جانسون

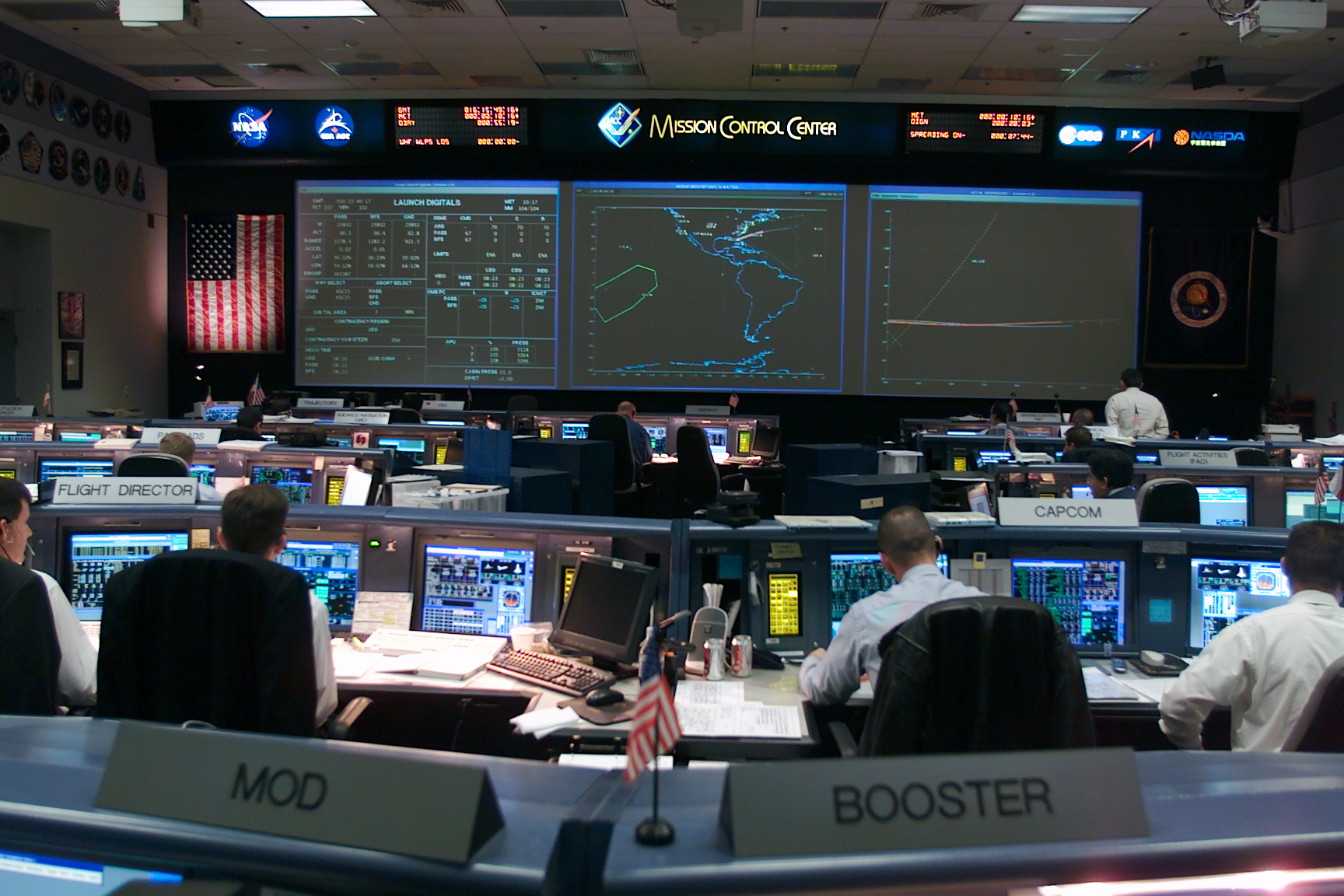
نمایی از مرکز فرماندهی پایگاه فضایی جانسون

مرکز فضایی لیندون بی جانسون (به انگلیسی: Lyndon B. Johnson Space Center) یک مرکز برای پروازهای سرنشین دار سازمان ناسا است که فعالیت‌های آموزش، تحقیقات و کنترل پروازهای سرنشین دار در ان انجام می‌شود. این مرکز که در جنوب شهر هیوستون واقع شده، به احترام سی و ششمین رئیس‌جمهوری آمریکا، لیندون جانسون، نام‌گذاری شده‌است.
این مرکز در سال ۱۹۶۵ تأسیس و راه‌اندازی شد و هم‌اینک یکی از جاذبه‌های گردشگری ایالت تگزاس است.

## نگارخانه
- 2010 photo of JSC from the International Space Station
- Shuttle Challenger atop its هواپیمای شاتل‌بر over JSC در ۱۹۸۳
- Mission Control Center در ۲۰۰۴
- Shuttle simulator in Building 9 in 2006